# NSWRL 1946
Die NSWRL 1946 war die 39. Saison der New South Wales Rugby League Premiership, der ersten australischen Rugby-League-Meisterschaft. Den ersten Tabellenplatz nach Ende der regulären Saisons belegten die St. George Dragons. Diese verloren im Finale 12:13 gegen die Balmain Tigers, die damit zum neunten Mal die NSWRL gewannen.

## Tabelle
|     | Team                          | Spiele | Siege | Unent. | Ndlg. | Spiel- punkte | Diff. | Tabellen- punkte |
| --- | ----------------------------- | ------ | ----- | ------ | ----- | ------------- | ----- | ---------------- |
| 01. | St. George Dragons            | 14     | 11    | 0      | 3     | 264:203       | + 61  | 22               |
| 02. | Newtown Jets                  | 14     | 10    | 0      | 4     | 294:189       | + 105 | 20               |
| 03. | Balmain Tigers                | 14     | 9     | 0      | 5     | 279:193       | + 86  | 18               |
| 04. | Canterbury-Bankstown Bulldogs | 14     | 8     | 1      | 5     | 212:196       | + 16  | 17               |
| 05. | Eastern Suburbs               | 14     | 8     | 0      | 6     | 213:174       | + 39  | 16               |
| 06. | North Sydney Bears            | 14     | 5     | 0      | 9     | 248:283       | - 35  | 10               |
| 07. | Western Suburbs Magpies       | 14     | 4     | 1      | 9     | 224:267       | - 43  | 9                |
| 08. | South Sydney Rabbitohs        | 14     | 0     | 0      | 14    | 124:353       | - 229 | 0                |

## Playoffs
Eigentlich hätte Balmain nach dem Sieg gegen Canterbury die NSWRL gewonnen. Da St. George aber als Gewinner der Minor Premiership das sogenannte „Right of Challenge“ besaß, fand eine Woche später das Grand Final zwischen Newtown und North Sydney statt.

### Ausscheidungs/Qualifikationsplayoffs
| 24. August | Balmain Tigers | 22 : 14 | St. George Dragons | Sydney Cricket Ground, Sydney Zuschauer: 34.408 Schiedsrichter: George Bishop |
| 24. August | (9:2) Bericht  |         |                    | Sydney Cricket Ground, Sydney Zuschauer: 34.408 Schiedsrichter: George Bishop |

| 31. August | Canterbury-Bankstown Bulldogs | 12 : 10 | Newtown Jets | Sydney Cricket Ground, Sydney Zuschauer: 28.012 Schiedsrichter: Jack O’Brien |
| 31. August | (6:5) Bericht                 |         |              | Sydney Cricket Ground, Sydney Zuschauer: 28.012 Schiedsrichter: Jack O’Brien |

### Halbfinale
| 7. September | Balmain Tigers | 8 : 7 | Canterbury-Bankstown Bulldogs | Sydney Cricket Ground, Sydney Zuschauer: 36.445 Schiedsrichter: Tom McMahon Jr. |
| 7. September | (3:0) Bericht  |       |                               | Sydney Cricket Ground, Sydney Zuschauer: 36.445 Schiedsrichter: Tom McMahon Jr. |

### Grand Final
| 14. September | Balmain Tigers                                           | 13 : 12       | St. George Dragons                     | Sydney Cricket Ground, Sydney Zuschauer: 32.296 Schiedsrichter: George Bishop |
| 14. September | Versuche: Jorgenson (2), Patton Erhöhungen: Bourke (2/4) | (3:6) Bericht | Versuche: J. Lindwall (2), Jones, Munn | Sydney Cricket Ground, Sydney Zuschauer: 32.296 Schiedsrichter: George Bishop |

| 1  | Jack McCullough  |
| 2  | Arthur Patton    |
| 3  | Pat Devery       |
| 4  | Tom Bourke       |
| 5  | Cecil Jorgenson  |
| 6  | George Williams  |
| 7  | Stan Ponchard    |
| 8  | Jack Hampstead   |
| 9  | Harry Bath       |
| 10 | Fred De Belin    |
| 11 | Jack Spencer     |
| 12 | Herb Gilbert Jr. |
| 13 | Hilton Kidd      |

| 1  | Ray Lindwall      |
| 2  | Jack Lindwall     |
| 3  | Doug McRitchie    |
| 4  | Fred Brown        |
| 5  | Noel Jones        |
| 6  | Don Graham        |
| 7  | Max Hayward       |
| 8  | Clayton Donnelley |
| 9  | Hermann Narvo     |
| 10 | Jim Hale          |
| 11 | Jack Munn         |
| 12 | Ken Banks         |
| 13 | Jack McPherson    |